# Піскаркі
Піскаркі (пол. Piskarki, нім. Piskarken) — село в Польщі, у гміні Єжево Свецького повіту Куявсько-Поморського воєводства.
Населення — 131 особа (2011).
У 1975-1998 роках село належало до Бидгощського воєводства.

## Демографія
Демографічна структура станом на 31 березня 2011 року:
|          | Загалом | Допрацездатний вік | Працездатний вік | Постпрацездатний вік |
| -------- | ------- | ------------------ | ---------------- | -------------------- |
| Чоловіки | 71      | 16                 | 53               | 2                    |
| Жінки    | 60      | 11                 | 44               | 5                    |
| Разом    | 131     | 27                 | 97               | 7                    |